# Centromerus
Centromerus Dahl, 1886 è un genere di ragni appartenente alla famiglia Linyphiidae.

## Distribuzione
Le ottantaquattro specie oggi note di questo genere sono state rinvenute in Asia, Europa, Africa settentrionale, America settentrionale e Micronesia: la specie dall'areale più vasto è C. sylvaticus reperito in molteplici località della regione olartica e, a seguire, le seguenti specie: C. arcanus, C. brevivulvatus, C. incilium, C. levitarsis, C. prudens e C. semiater reperite in svariate località della regione paleartica.

## Tassonomia
Considerato un sinonimo anteriore di Atopogyna Millidge, 1984, a seguito di un lavoro degli aracnologi Eskov & Marusik (1992c) sugli esemplari denominati Centromerus cornipalpis (O. P.-Cambridge, 1875).
Non è invece sinonimo anteriore di Tallusia Lehtinen & Saaristo, 1972, a seguito di un lavoro di Millidge (1984b), contra un precedente lavoro di Locket, Merrett e Millidge stesso del 1974.
L'inserimento dell'ex-genere Tapinasta Simon, 1894 quale sinonimo posteriore di Syedra Simon, 1884, e non più di questo genere (Centromerus), proposto da Saaristo & Tanasevitch in un loro lavoro (1996b), non è stato accompagnato da giustificazioni a supporto, per cui in questa sede non se ne tiene conto.
Dal 2011 non sono stati esaminati esemplari di questo genere.
A dicembre 2012, si compone di 84 specie e due sottospecie:
1. Centromerus abditus Gnelitsa, 2007 — Russia, Ucraina
2. Centromerus acutidentatus Deltshev, 2002 — Iugoslavia
3. Centromerus albidus Simon, 1929 — Europa
4. Centromerus amurensis Eskov & Marusik, 1992 — Russia
5. Centromerus andrei Dresco, 1952 — Spagna
6. Centromerus andriescui Weiss, 1987 — Romania
7. Centromerus anoculus Wunderlich, 1995 — Madeira
8. Centromerus arcanus (O. P.-Cambridge, 1873) — Regione paleartica
9. Centromerus balazuci Dresco, 1952 — Francia
10. Centromerus bonaeviae Brignoli, 1979 — Sardegna
11. Centromerus brevivulvatus Dahl, 1912[3] — Regione paleartica
12. Centromerus bulgarianus (Drensky, 1931) — Bulgaria
13. Centromerus capucinus (Simon, 1884) — Europa, Russia
14. Centromerus cavernarum (L. Koch, 1872) — Europa
15. Centromerus chappuisi Fage, 1931 — Romania
16. Centromerus cinctus (Simon, 1884) — Corsica, Algeria, Tunisia
17. Centromerus clarus (L. Koch, 1879) — Russia
18. Centromerus cornupalpis (O. P.-Cambridge, 1875) — USA, Canada
19. Centromerus cottarellii Brignoli, 1979 — Italia
20. Centromerus crinitus Rosca, 1935 — Romania
21. Centromerus dacicus Dumitrescu & Georgescu, 1980 — Romania, Serbia
22. Centromerus denticulatus (Emerton, 1909) — USA
23. Centromerus desmeti Bosmans, 1986 — Marocco, Algeria
24. Centromerus dilutus (O. P.-Cambridge, 1875) — Europa, Russia
25. Centromerus europaeus (Simon, 1911) — Spagna, Francia, Algeria, Penisola balcanica
26. Centromerus fagicola Denis, 1948 — Francia
27. Centromerus fuerteventurensis Wunderlich, 1992 — Isole Canarie
28. Centromerus furcatus (Emerton, 1882) — USA, Canada
29. Centromerus gentilis Dumitrescu & Georgescu, 1980 — Romania
30. Centromerus incilium (L. Koch, 1881) — Regione paleartica
31. Centromerus lakatnikensis (Drensky, 1931) — Bulgaria
32. Centromerus latidens (Emerton, 1882) — USA, Canada
33. Centromerus laziensis Hu, 2001 — Cina
34. Centromerus leruthi Fage, 1933 — Europa
35. Centromerus levitarsis (Simon, 1884) — Regione paleartica
36. Centromerus longibulbus (Emerton, 1882) — USA
37. Centromerus ludovici Bösenberg, 1899 — Germania
38. Centromerus milleri Deltshev, 1974 — Bulgaria
39. Centromerus minor Tanasevitch, 1990 — Russia, Asia Centrale
40. Centromerus minutissimus Merrett & Powell, 1993 — Inghilterra, Germania
41. Centromerus obenbergeri Kratochvíl & Miller, 1938 — Montenegro
42. Centromerus obscurus Bösenberg, 1902 — Europa centrale
43. Centromerus pabulator (O. P.-Cambridge, 1875) — Europa, Russia
44. Centromerus pacificus Eskov & Marusik, 1992 — Russia
45. Centromerus paradoxus (Simon, 1884) — Mediterraneo occidentale
46. Centromerus pasquinii Brignoli, 1971 — Italia
47. Centromerus persimilis (O. P.-Cambridge, 1912) — Europa, Russia
48. Centromerus persolutus (O. P.-Cambridge, 1875) — USA, Canada
49. Centromerus phoceorum Simon, 1929 — Spagna, Francia, Algeria, Tunisia
50. Centromerus piccolo Weiss, 1996 — Germania
51. Centromerus pratensis Gnelitsa & Ponomarev, 2010 — Russia
52. Centromerus prudens (O. P.-Cambridge, 1873) — Regione paleartica
  - Centromerus prudens electus (Simon, 1884) — Francia
53. Centromerus puddui Brignoli, 1979 — Sardegna
54. Centromerus qinghaiensis Hu, 2001 — Cina
55. Centromerus qingzangensis Hu, 2001 — Cina
56. Centromerus remotus Roewer, 1938 — Isole Molucche
57. Centromerus satyrus (Simon, 1884) — Francia
58. Centromerus sellarius (Simon, 1884) — Europa
59. Centromerus semiater (L. Koch, 1879) — Regione paleartica
60. Centromerus serbicus Deltshev, 2002 — ex-Iugoslavia
61. Centromerus serratus (O. P.-Cambridge, 1875) — Europa
62. Centromerus setosus Miller & Kratochvíl, 1940 — Slovacchia
63. Centromerus sexoculatus Wunderlich, 1992 — Madeira
64. Centromerus silvicola (Kulczyński, 1887) — dall'Europa Centrale alla Russia
65. Centromerus sinuatus Bosmans, 1986 — Marocco, Algeria, Tunisia
66. Centromerus sinus (Simon, 1884) — Francia
67. Centromerus subalpinus Lessert, 1907 — Svizzera, Germania, Austria
68. Centromerus subcaecus Kulczynski, 1914 — Europa
69. Centromerus succinus (Simon, 1884) — Mediterraneo occidentale
70. Centromerus sylvaticus (Blackwall, 1841) — Regione olartica
  - Centromerus sylvaticus paucidentatus Deltshev, 1983 — Bulgaria
71. Centromerus tennapex (Barrows, 1940) — USA
72. Centromerus terrigenus Yaginuma, 1972 — Russia, Giappone
73. Centromerus timidus (Simon, 1884) — Spagna, Romania
74. Centromerus tridentinus Caporiacco, 1952 — Italia
75. Centromerus trilobus Tao, Li & Zhu, 1995 — Cina
76. Centromerus truki Millidge, 1991 — Isole Caroline
77. Centromerus turcicus Wunderlich, 1995 — Turchia
78. Centromerus unctus (L. Koch, 1870) — Europa orientale
79. Centromerus unicolor Roewer, 1959 — Turchia
80. Centromerus ussuricus Eskov & Marusik, 1992 — Russia
81. Centromerus valkanovi Deltshev, 1983 — Bulgaria
82. Centromerus variegatus Denis, 1962 — Madeira
83. Centromerus viduus Fage, 1931 — Spagna
84. Centromerus yadongensis Hu & Li, 1987 — Cina

### Specie trasferite
1. Centromerus bicristatus (Lehtinen & Saaristo, 1972); trasferita al genere Tallusia[1].
2. Centromerus crosbyi Fage & Kratochvíl, 1933; trasferita al genere Centrophantes.
3. Centromerus defoei (F. O. P.-Cambridge, 1899); trasferita al genere Laminacauda.
4. Centromerus denticulatus (Banks, 1898); trasferita al genere Mermessus.
5. Centromerus difficilis (Kulczyński, 1926); trasferita al genere Tmeticus.
6. Centromerus dubius (Kulczynski, 1926); trasferita al genere Tmeticus.
7. Centromerus emertoni Kaston, 1972; trasferita al genere Meioneta.
8. Centromerus expertus (O. P.-Cambridge, 1871); trasferita al genere Tallusia.
9. Centromerus forficalus Zhu & Tu, 1986; trasferita al genere Tallusia.
10. Centromerus granulosus (L. Koch, 1879); trasferita al genere Macrargus.
11. Centromerus higoensis Saito, 1984; trasferita al genere Saaristoa.
12. Centromerus kayaensis Paik, 1965; trasferita al genere Eldonnia.
13. Centromerus microps (Simon, 1911); trasferita al genere Birgerius.
14. Centromerus nanus Schenkel, 1939; trasferita al genere Maro.
15. Centromerus nipponicus Saito, 1984; trasferita al genere Saaristoa.
16. Centromerus oviger Petrunkevitch, 1930; trasferita al genere Eidmannella appartenente alla famiglia Nesticidae.
17. Centromerus pallidulus Schenkel, 1929; trasferita al genere Maro.
18. Centromerus quadridentatus Wunderlich, 1972; trasferita al genere Oreonetides.
19. Centromerus robustus (Westring, 1851); trasferita al genere Leptorhoptrum.
20. Centromerus scambus Locket, 1968; trasferita al genere Syedra.
21. Centromerus serratus (Emerton, 1909); trasferita al genere Meioneta.
22. Centromerus tianmushanus Chen & Song, 1987; trasferita al genere Capsulia.
23. Centromerus tolli (Kulczynski, 1908); trasferita al genere Tmeticus.
24. Centromerus venustus Locket, 1968; trasferita al genere Simplicistilus.
25. Centromerus vindobonensis Kulczynski, 1898; trasferita al genere Tallusia.

### Nomina dubia
- Centromerus incertus (Banks, 1898b); esemplari femminili, reperiti in Messico e originariamente ascritti al genere Tmeticus, poi trasferiti in Centromerus a causa di un lavoro dell'aracnologo Roewer (1942a), a seguito di un lavoro di Miller (2007a), sono da ritenersi nomina dubia[1].
- Centromerus pallens Bösenberg, 1902; esemplare maschile, rinvenuto in Germania, a seguito di un lavoro degli aracnologi Locket, Millidge & Merrett del 1974, è da ritenersi nomen dubium[1].